# يومي تامورا
يومي تامورا (باليابانية: 田村由美؛ بالكانا: たむら ゆみ) هي مانغاكا يابانية، ولدت في القرن العشرين في واكاياما في اليابان.

## وصلات خارجية
- يومي تامورا على موقع قاعدة بيانات الفيلم (الإنجليزية)
- يومي تامورا على موقع ANN person (الإنجليزية)